# 사쿠마촌 (지바현)
사쿠마촌(佐久間村)은 지바현 아와군에 일찍이 존재했던 촌이다. 현재의 교난정 남동부에 해당한다.

## 역사
- 1889년 4월 1일 - 정촌제 시행에 의해 헤이군 사쿠마촌이 성립하였다.
- 1897년 4월 1일 - 헤이군이 아와군에 편입되었다.
- 1955년 3월 10일 - 가쓰야마정과 합병해 새로운 가쓰야마정이 신설되어, 동일 사쿠마촌은 폐지되었다.

## 관련링크
- 千葉県安房郡佐久間村 (12B0020012) - 歴史的行政区域データセットβ版